# 송평구역
송평구역(松坪區域)은 조선민주주의인민공화국 함경북도 청진시의 7구역의 하나로 시의 남서쪽에 위치한다. 인구는 2008년 기준으로 146,973명이다.

## 역사
1960년에 청진시의 송평동, 송향동, 사봉동, 강덕리, 월포리, 룡호리, 농포리와 부령군의 부령읍, 남석리, 송곡리, 근동리를 병합해 송평구역이 설치되었다. 1970년에 함경북도 청진시 송평구역이 되었고 1977년에 청진시가 직할시가 되면서 청진직할시 송평구역이 되었다. 1985년에 청진시가 함경북도 소속으로 복귀하면서 다시 청진시 송평구역이 되었다.

## 행정 구역
13동 5리로 구성된다.
- 동 - 강덕1동(康德一洞), 강덕 2동(康德二洞), 남포동(南浦洞), 사봉동(沙峯洞), 서항1동(西港一洞), 서항 2동(西港二洞), 송림동(松林洞), 송평동(松坪洞), 송향동(松鄕洞), 수성동(輸城洞), 은정1동(恩情一洞), 은정2동(恩情二洞), 제철동(製鐵洞)
- 리 - 근동리(芹洞里), 남석리(南夕里), 룡호리(龍湖里), 송곡리(松谷里), 월포리(月浦里)